# ريك بايلس
ريك بايلس (بالإنجليزية: Rick Bayless)‏ هو طاهي وصاحب مطعم أمريكي، ولد في 23 نوفمبر 1953 في أوكلاهوما سيتي في الولايات المتحدة.

## وصلات خارجية
- ريك بايلس على موقع IMDb (الإنجليزية)